# Lillsjön (Vilhelmina socken, Lappland, 722583-150999)
Lillsjön är en sjö i Vilhelmina kommun i Lappland och ingår i Ångermanälvens huvudavrinningsområde. Sjön har en area på 0,145 kvadratkilometer och ligger 494,4 meter över havet. Lillsjön ligger i Marsfjället Natura 2000-område.

## Delavrinningsområde
Lillsjön ingår i det delavrinningsområde (722654-150935) som SMHI kallar för Utloppet av Lillsjön. Medelhöjden är 508 meter över havet och ytan är 2,64 kvadratkilometer. Räknas de 2 avrinningsområdena uppströms in blir den ackumulerade arean 10,24 kvadratkilometer. Vattendraget som avvattnar avrinningsområdet har biflödesordning 4, vilket innebär att vattnet flödar genom totalt 4 vattendrag innan det når havet efter 387 kilometer. Avrinningsområdet består mestadels av skog (61 procent) och sankmarker (33 procent). Avrinningsområdet har 0,15 kvadratkilometer vattenytor vilket ger det en sjöprocent på 5,5 procent.